# Gymnocalycium mihanovichii
Gymnocalycium mihanovichii (Frič & Gürke) Britton & Rose es una especie fanerógama perteneciente a la familia de las cactáceas, endémica de Paraguay y en Argentina, en las provincias de Formosa, Chaco y parte de Santiago del Estero, que actualmente se ha extendido por todo el mundo.

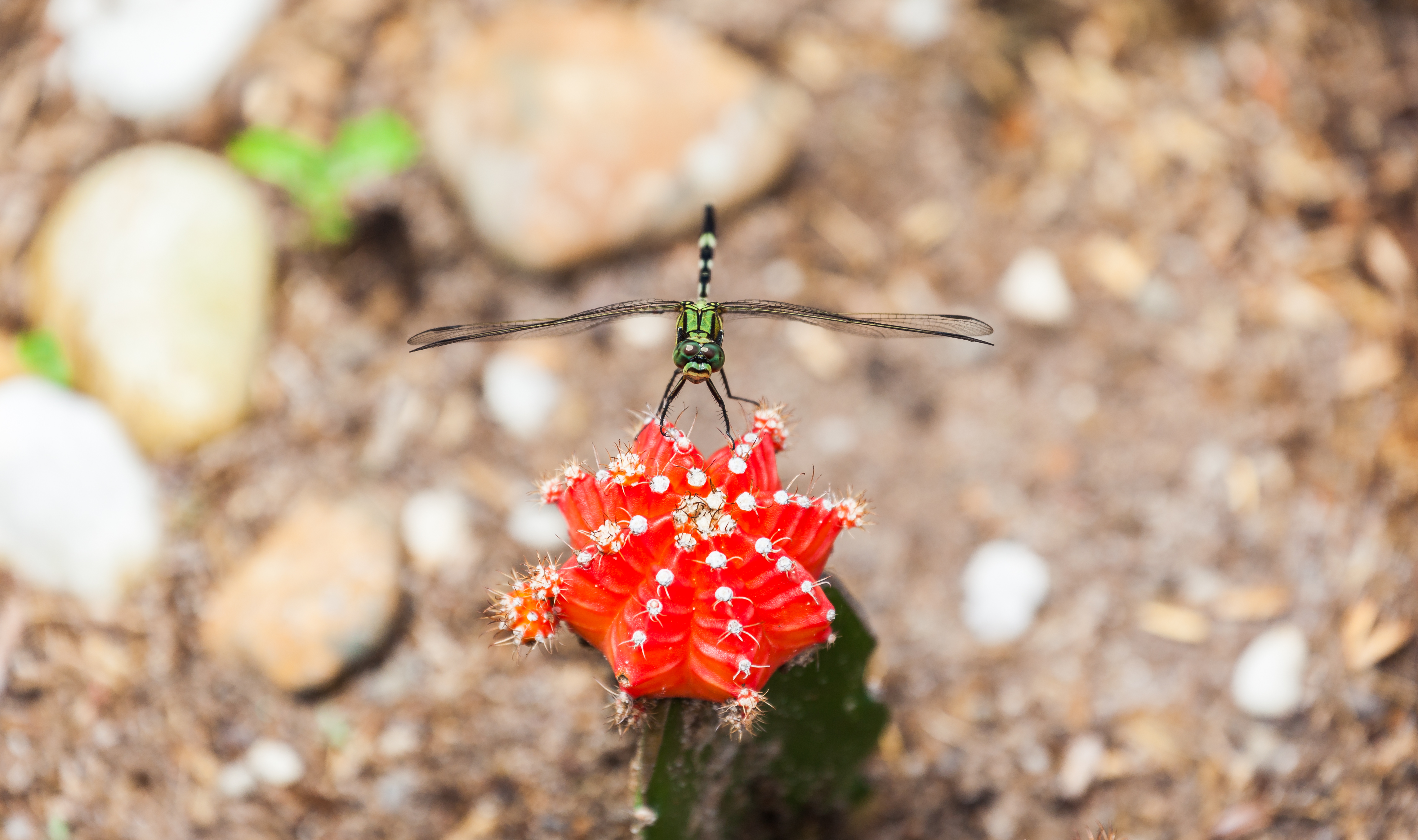
Ejemplar con una libélula (Orthetrum sabina).

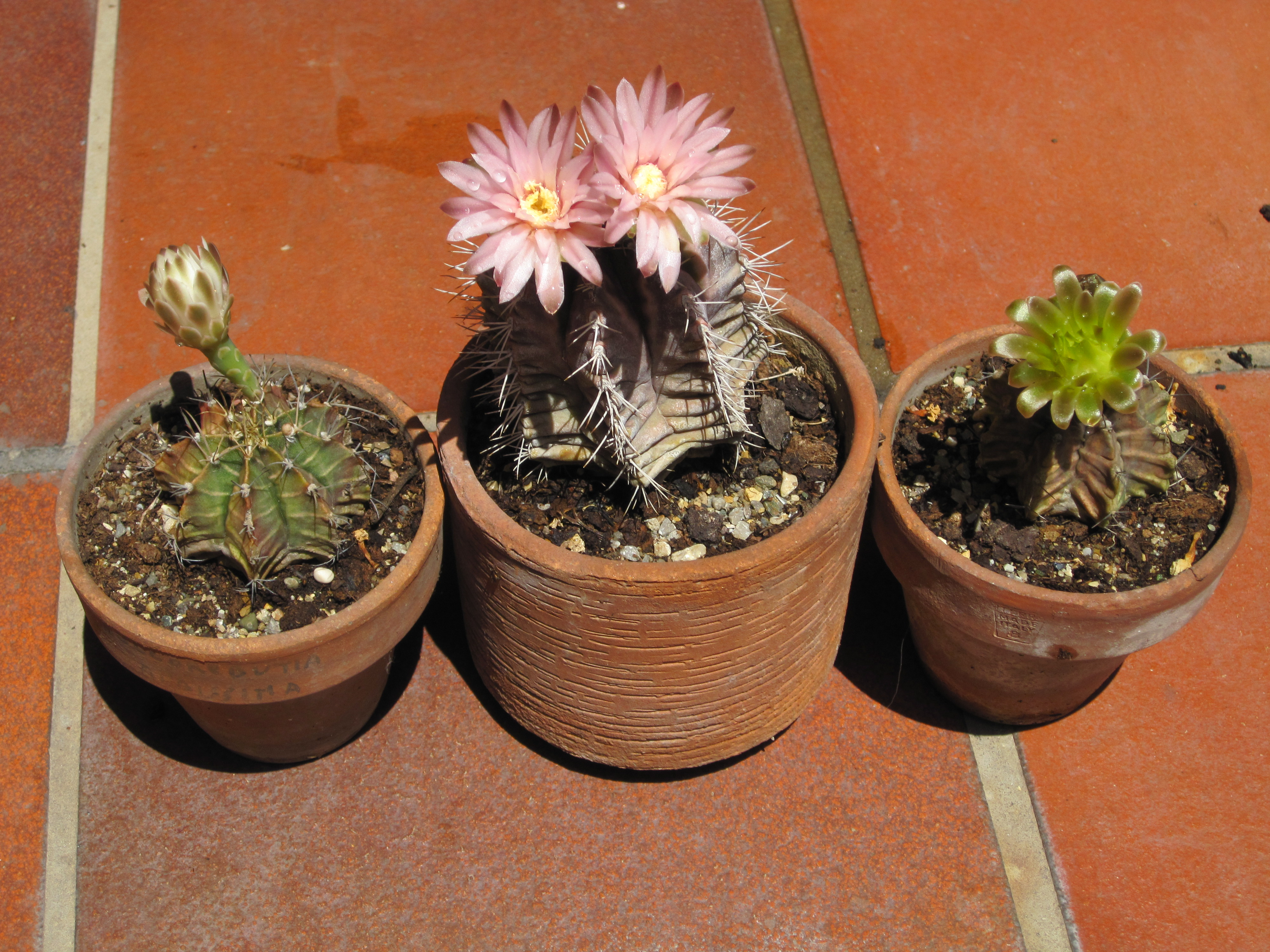
Plantas de gymnocalycium mihanovichii en florero

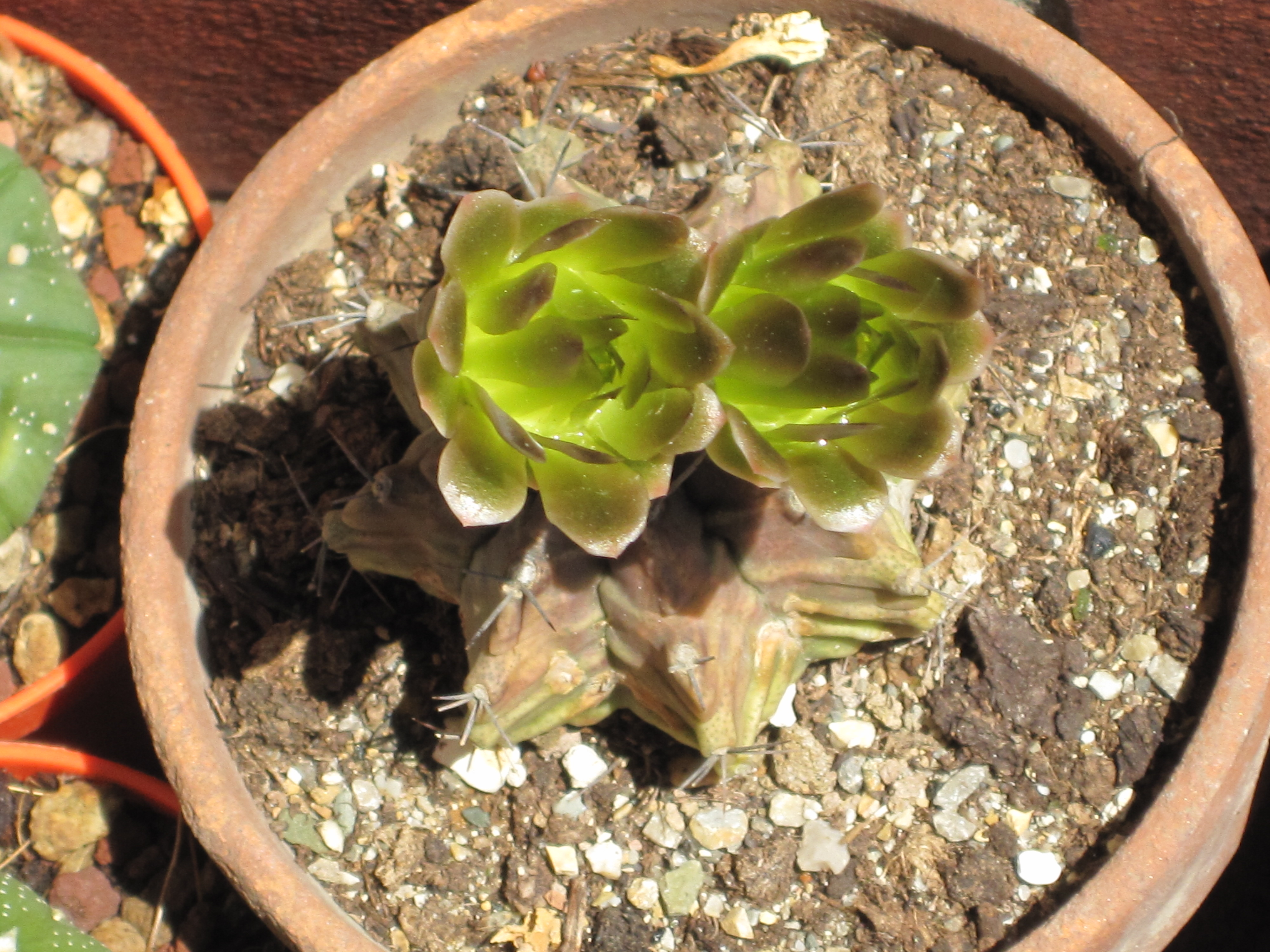
Gymnocalycium mihanovichii

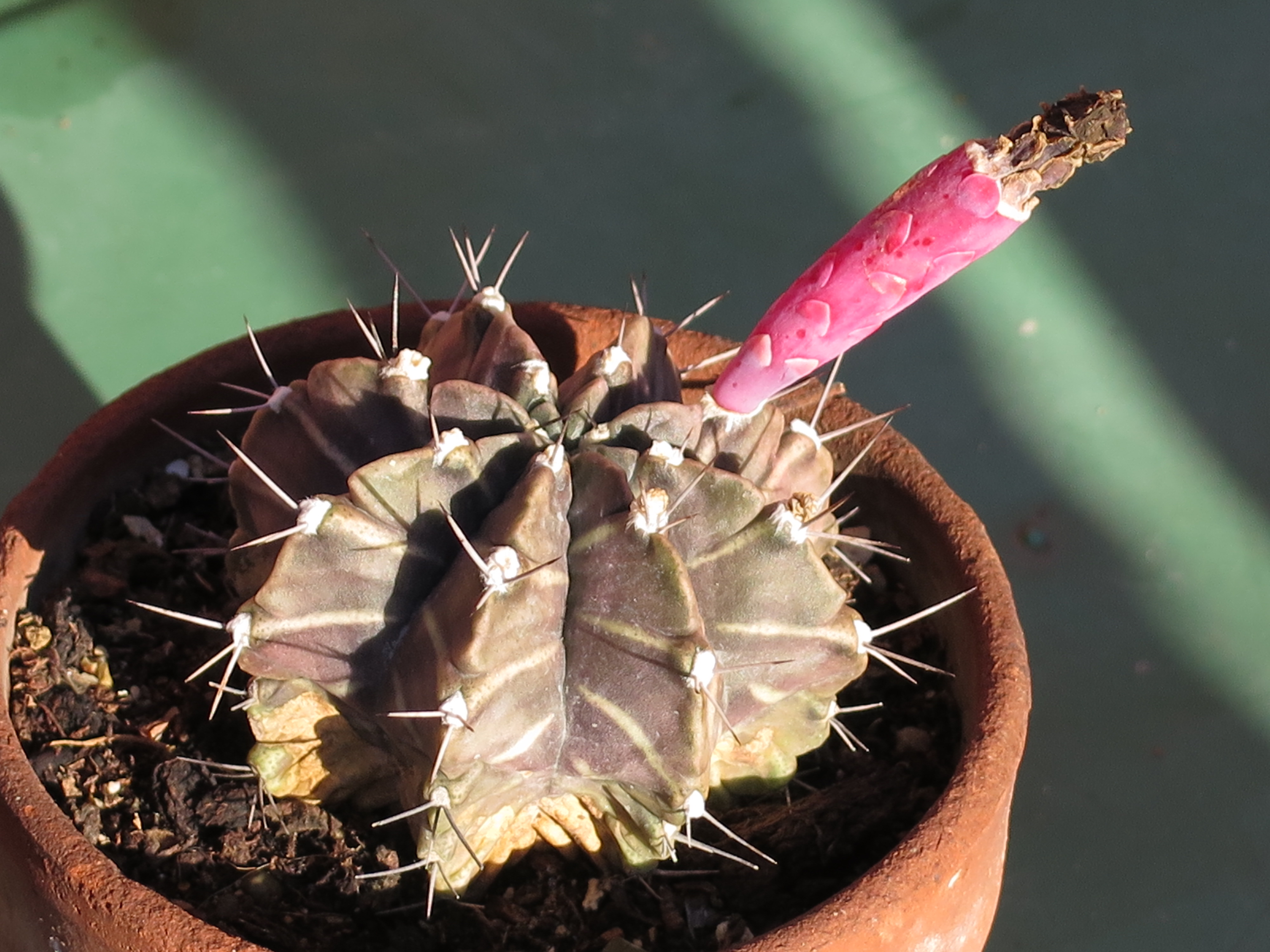
Planta con la fruta

## Descripción
Gymnocalycium mihanovichii tiene un crecimiento individual con un tallo esférico, de color verde grisáceo, a menudo rojizo por el hacinamiento de la planta, alcanza una altura y diámetro de 3 a 5 centímetros. Las habituales 8 costillas tienen muescas en los bordes y son estrechas. Los 5-6 débiles espinas, son flexibles y ligeramente curvadas de color grisáceo-amarillo, de 0,8-1 centímetros de largo y se caen en parte. Las flores de 4 a 5 cm de largo, en forma de embudo o de campana son de color amarillo-oliva pálido. Los frutos son fusiformes.

## Variedades
Las variedades son mutaciones que carecen de clorofila por lo que para sobrevivir deben estar injertadas sobre otro cactus verde que le proporcione el alimento obtenido a través de la fotosíntesis, para lo cual se usa normalmente un Hylocereus. Una de estas variedades es 'Hibotan', suele tener un color vistoso que puede ir desde el amarillo hasta el lila oscuro pasando por el rojo.

## Taxonomía
Gymnocalycium mihanovichii fue descrita por (Link & Otto) Pfeiff. ex Mittler y publicado en The Cactaceae; descriptions and illustrations of plants of the cactus family 3: 153–154, f. 159. 1922.
Etimología
Gymnocalycium: nombre genérico que deriva del griego,  γυμνός (gymnos) para "desnudo" y κάλυξ ( kalyx ) para "cáliz" = "cáliz desnudo", donde refiere a que los brotes florales no tienen ni pelos ni espinas.
mihanovichii epíteto otorgado en honor de Nicolás Mihanovich (1881?–1940).
Sinonimia
- Echinocactus mihanovichii Fric & Gürke
- Gymnocalycium friedrichii (Werderm.) Pazout[5]